# Geierhaupt
Geierhaupt – szczyt w grupie Seckauer Tauern, w Niskich Taurach. Leży w Austrii, w Styrii. To najwyższy szczyt grupy Seckauer Tauern. Leży na północ od Judenburga i na południe od Wald am Schoberpaß.